# Lipik
Lipik város Horvátországban Pozsega-Szlavónia megyében.

## Fekvése
Pakráctól 4 km-re délnyugatra, Nyugat-Szlavóniában, a Pakra völgyében fekszik. Északról a Papuk-hegység lejtői, délről és keletről a Psunj-hegység lejtői határolják.

## A község települései
Közigazgatásilag 25 település tartozik hozzá: Antunovac, Bjelanovac, Brekinszka, Brezine, Bujavica, Bukovčani, Dobrovac, Donji Čaglić, Filipovac, Gaj, Gornji Čaglić, Jagma, Japaga, Klisa, Korita, Kovačevac, Kukunjevac, Lipik, Livađani, Marino Selo, Poljana, Ribnjaci, Skenderovci, Strižičevac, Subocka és Šeovica.

## Nevének eredete
Neve a szláv lipik (= hársfaerdő) főnévből származik.

## Története
Lipik területén már a történelem előtti időben is éltek emberek. 2009-ben a Daruvár-Lipik gyorsforgalmi út építési munkálatai során a város délnyugati határában „Donje polje“ és a „Lipičke livade“ nevű régészeti lelőhelyeken, melyek egy régészeti övezetet alkotnak a történelem előtti időben és a középkorban lakott nagyobb település maradványaira bukkantak. A házmaradványok és a cseréptöredékek a Pakra északi partján egy enyhe, ovális alakú magaslaton kerültek elő. A település már a római korban ismert gyógyhely volt, erre a régészeti leletek mellett több történész is utal. 64 fokos jódos gyógyvize 2000 m mélyről tör fel. A középkorban a város területe az innen délre található Fejérkő várának uradalmához tartozott. Urai többek között a johanniták, a Szencseiek, a Hunyadiak, a Brankovicsok, Beriszló Ferenc, majd a Bánffyak és a Zrínyiek voltak. 1517-ből maradt fenn egy feljegyzés, mely szerint Lipikfürdő gyógyhatását már Kapisztrán Szent János is említette. A későbbi leírásokban is szerepel, hogy a környék népe az itteni gyógyforrásnál kúrálja magát. A térség 1543-ban került török kézre és majdnem 150 évig török uralom alatt volt. A Pakráci szandzsákhoz tartozott.
A török uralom alól felszabadítás után 1691-ben kamarai birtok lett, ekkor néhány horvát családot említenek itt. 1698-ban „Verniaczy” néven szerepel a török uralom alól felszabadított települések összeírásában. A településnek 1724-ben 18, 1736-ban már 44 háztartása volt. 1728-ban III. Károly király a pakráci uradalommal együtt Imbsen bárónak adta, majd az ő özvegye Trenk bárónak adta el. Mária Terézia a szlavniczai Sándor grófoknak ajándékozta. 1760-ban az akkori alispán, daruvári Jankovich Antal gróf vásárolta meg. Egy 1745-ös térképen „Lipick – Therme debilitate nervorum laborantibus kabrioletes” megnevezéssel szerepel, mely azt bizonyítja, hogy a gyógyhely híre és az itteni forrásvíz idegrendszeri betegségekre gyakorolt hatásossága a 150 évi török uralom ellenére fennmaradt. Szintén a 18. század közepéről származik az adat, mely szerint Sofronije Jovanović akkori pakráci pravoszláv püspök felújíttatta a fürdő épületeit. Az első katonai felmérés térképén a fürdőt „Baad” néven találjuk. 1777-ben a bécsi udvar főhivatalnoka F.W. Taube bővízű hőforrásokról ír, melyek közül az egyiket felhasználva három tágas fürdőépület épült. 1782-ben a pesti egyetem professzorai Piller M. és Mitterpacher L. átutazva Lippik településen név szerint is megemlítik a grófi, a népi és a püspöki fürdőt. Jankovich Izidor gróf idejében 1820 és 1850 között újabb három fürdőlétesítmény készült el, míg a püspöki fürdő külön épületben volt. 1839-ben dr. D. Wagner kiadta a lipiki gyógyvíz első kvantitatív analízisét, mely kimutatta a víz rendkívüli és Európában egyedülálló jód tartalmát. Ugyanebben az időben a „K” jelű forrásnál felépült egy útállomás vendéglővel. Később ez lett a centruma a körülötte kifejlődő településnek. 1843-ban a település Izidorovac nevű távolabbi, nyugati részén, 25 hektáros területen a gróf ménest alapított, ahol a család uradalmai és a Habsburg Birodalom hadserege számára lipicai lovakat kezdtek tenyészteni.

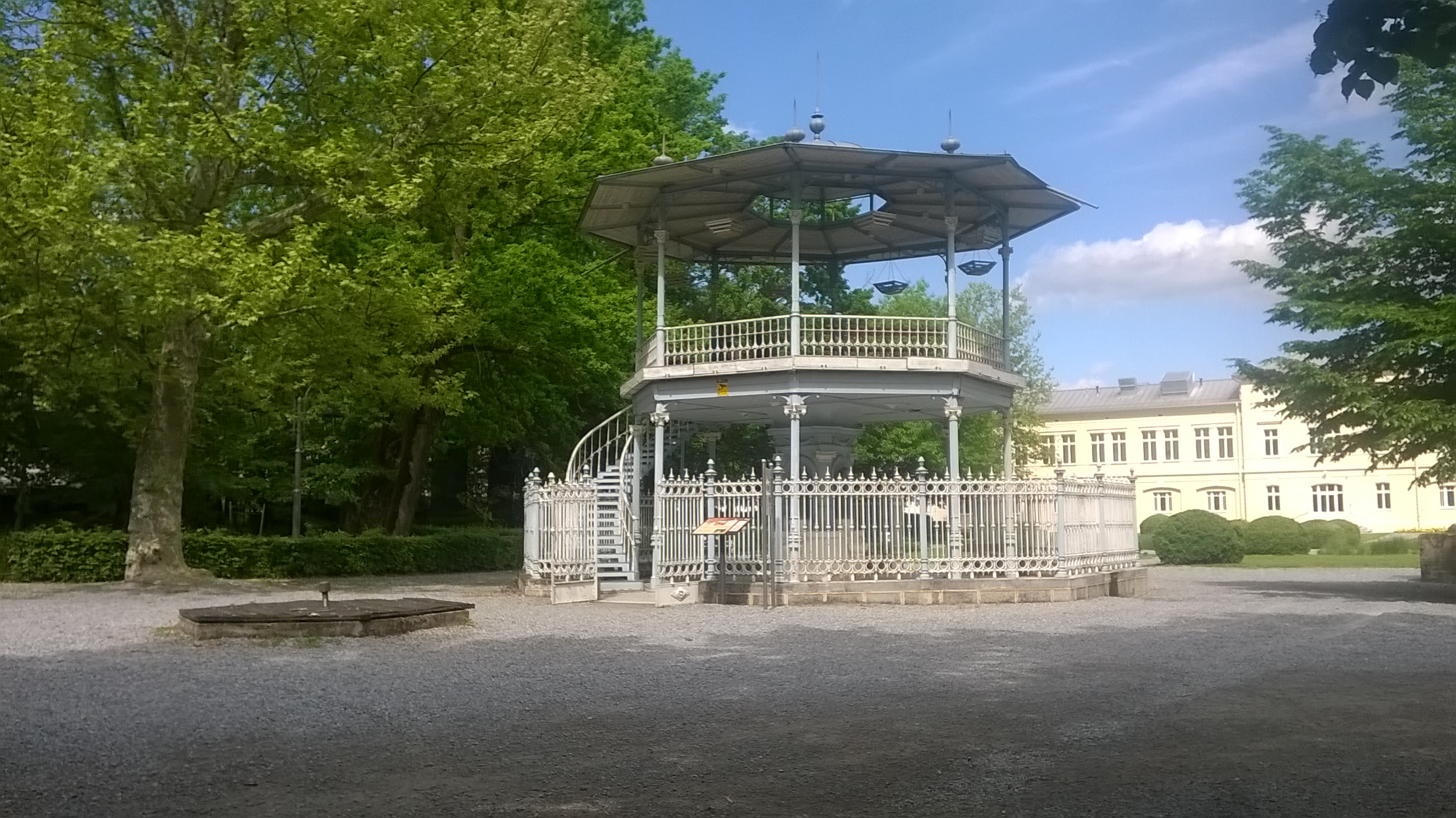
Lipik gyógyvízkút

1861-ben a fürdő tulajdonát egy francia társaság („Henry D’Heureux-Gibal”) szerezte meg, mely megkezdte a Lipikről Bécsbe vezető vasútvonal kiépítését. A franciáktól a fürdőt 1867-ben a vukovári születésű Antun Knoll vásárolta meg. Ekkor a település már egyre inkább város képét mutatta, a század végére pedig Európa egyik legkedveltebb gyógyüdülő központja volt. A könnyebb megközelíthetőség a fürdő forgalmát oly mértékben növelte, hogy a 18. századi fürdőt bővíteni kellett. A környező mocsarakat lecsapolták, artézi kutakat ástak, két új fürdőt építettek. Először nyílt meg a téli fürdőzés lehetősége. Egyre több nyaraló épült a településen is, ahol iskola és posta nyílt. 1872-ben felépült a Hotel Garni. 1890-ben Josip Deutsch és Ernst Schwimmer személyében új tulajdonosai lettek a fürdőnek. 1893-ban Ráth Gusztáv budapesti építész tervei szerint felépítették Lipik legnagyobb és legreprezentatívabb épületét a Kursalont. Egy évvel később bevezették az elektromos áramot, majd három év múlva elkészült a Bartz-Banova Jaruga-Lipik-Pakrác vasútvonal. Lehetővé vált a palackozott ásványvíz szállítása a távoli piacokra is. A századfordulóra Lipik Baden-Baden és Karlovy Vari mellett Európa harmadik legjelentősebb fürdőhelyévé vált. 1910-ben 1188, többségben horvát lakosa volt, jelentős magyar kisebbséggel. A trianoni békeszerződésig Pozsega vármegye Pakráci járásához tartozott. A fejlődés menetét az első világháború szakította meg, de továbbra is a gyógykezelés egyik központja maradt.

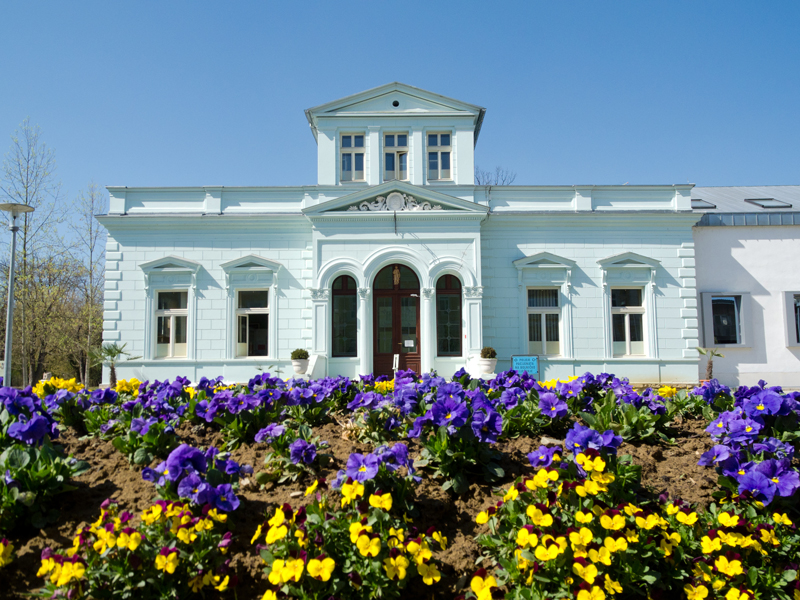
A kórház épülete

Az újabb fellendülés az 1920-as években következett be. A fürdő új tulajdonosa a tuberkulózis leküzdésére létrehozott zágrábi alapítvány lett, akik a fürdőt régi fényében állították helyre. Újabb szállodák, vendégházak, nyaralók épültek és bár más turisztikai fejlesztések is történtek az országban 1938-ban az eltöltött vendégéjszakák számát tekintve még mindig Lipik vezetett az akkori Jugoszláv Királyság területén. A második világháború időszaka és a háborús károk újabb megtorpanást jelentett a város fejlődésében. Ennek ellenére a kórház már 1946-ban megkezdte a működést. A gyógyítás ebben az időben szezonális volt, míg a holtszezonban tovább folytak a korszerűsítési munkálatok. A következő tíz év bővítésekkel telt el. Az 1960-as években átépítették a Lipik szállodát, mely ettől fogva Hotel Begovača lett. A kórház 1971-ben immár neurológiai és rehabilitációs központként felvette a horvát kommunista politikus Božidar Maslarić nevét. A következő húsz évben újabb jelentős korszerűsítések történtek. Az egykori gyógyfürdőből egy korszerűen felszerelt, több mint 400 ággyal rendelkező kórházzá nőtte ki magát, amely neurológiai, reumatológiai, ortopédiai és érrendszeri betegségekkel, valamint poszt-traumás betegek kezelésével és rehabilitációjával foglalkozott. Bár a város látképében továbbra is a gyógyfürdő dominált vele együtt a város is tovább nőtt és fejlődött. Az ipari fejlődést a síküveggyár és a palackozóüzem működése jelezte. Az ipar mellett nagy hangsúlyt helyeztek a turizmus fejlesztésére is. Az újjáépített "Lipik" szálloda és létesítményei, a szórakoztató és bevásárlóközpont, a bowlingpálya, a lovasiskola, az új medencekomplexum, a teniszpályák, a vadász- és halászati létesítményekkel a turisták ezreit csábították a városba. 1991-ben és 1992-ben a délszláv háború során a város súlyos károkat szenvedett a háborús cselekmények következtében. A városra a szerb támadók részéről számtalan lövedék és gránát hullott. A Kursalon és a Lipik szálloda a szakadatlan ágyúzástól kiégett, de megsemmisült a fürdőkomplexum is. Súlyos károk érték a kórházat. A város lakóépületeinek 90%-át érte valamilyen károsodás a háborús cselekmények következtében. A rombolás nagysága csak Vukováréval vethető össze, de az egy négyzetméterre jutó lövedékek száma valószínűleg még nagyobb volt. A város minden nagyobb létesítménye beleértve az iskolát, az óvodát, a gyermekotthont, a lipicai ménest, a katolikus templomot súlyosan sérült. Lipiket 1991. december 6-án szabadították fel a horvát hadsereg egységei. A fürdő helyreállítási és korszerűsítési munkálatai lényegében ma is folynak. A városnak 2011-ben 2258, Lipik községnek összesen 6170 lakosa volt.

## Lakossága
| Lakosság változása | Lakosság változása | Lakosság változása | Lakosság változása | Lakosság változása | Lakosság változása | Lakosság változása | Lakosság változása | Lakosság változása | Lakosság változása | Lakosság változása | Lakosság változása | Lakosság változása | Lakosság változása | Lakosság változása | Lakosság változása |
| ------------------ | ------------------ | ------------------ | ------------------ | ------------------ | ------------------ | ------------------ | ------------------ | ------------------ | ------------------ | ------------------ | ------------------ | ------------------ | ------------------ | ------------------ | ------------------ |
| 1857               | 1869               | 1880               | 1890               | 1900               | 1910               | 1921               | 1931               | 1948               | 1953               | 1961               | 1971               | 1981               | 1991               | 2001               | 2011               |
| 228                | 421                | 567                | 814                | 971                | 1.188              | 1.180              | 1.198              | 1.407              | 1.562              | 1.694              | 2.554              | 3.243              | 3.725              | 2.300              | 2.258              |

## Nevezetességei

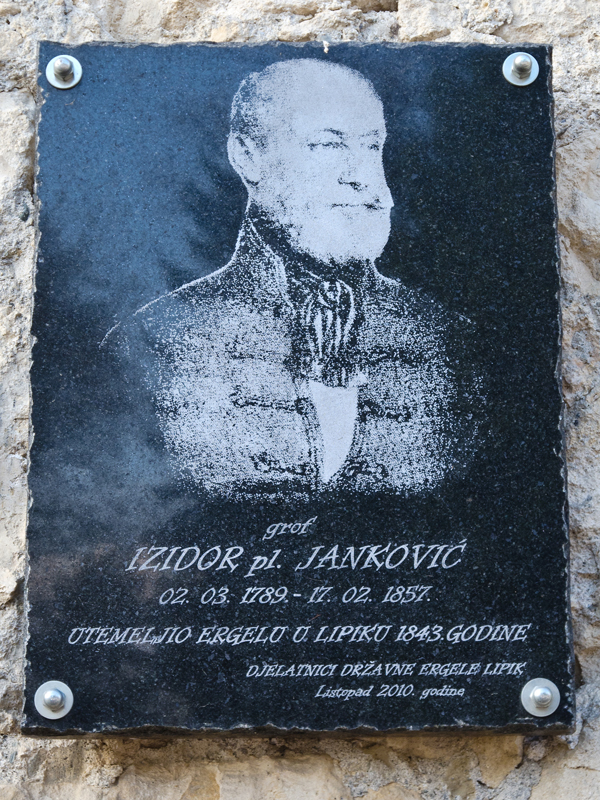
Jankovich Izidor emléktáblája

- A lipiki ménest 1843-ban a terület birtokosa Jankovich Izidor gróf alapította 25 hektáros „Izidorovac” nevű területen a várostól nyugatra. A gróf hatalmas pénzeket fektetett itteni gazdaságának fejlesztésére különösen az állattenyésztés és a lótenyésztés területén. Az épületegyüttes a lóistállót, a kovácsműhelyt, az igazgatási épületet és két lakóépületet foglal magában. A lóistálló falán ma is átható az építés ideje az 1843-as évszám, míg a többi épület 1915-ig készült el.[5]
- A lipiki gyógyfürdő főépületének a Kursalonnak az építése 1893-ban kezdődött Ráth Gusztáv pesti építész tervei szerint és 1894-ben már meg is nyitották. A neoreneszánsz stílusú épületnek az üvegezett épületszárnyak egyfajta áttetszőséget és könnyedséget kölcsönöznek. A főhomlokzat északra, egy rendezett parkra néz, míg az oldalszárnyak az épület mellé telepített erdős területtel határosak. Az épületnek eredetileg négy szárnya volt, melyek egy E betű formájában épültek meg, az épületszárnyak részlegesen két udvart zártak körül. A főszárnyat a központi pavilon emeletes tömbje teszi hangsúlyossá, míg az oldalszárnyak csak földszintesek. A keleti szárnya egy része alatt pince is van. A Kusalon építészetileg a város legjelentősebb, legértékesebb épülete, mely környékével együtt a város és a gyógyfürdő szimbóluma volt. A környező épületek a 19. század végén épültek meg a fürdő akkori tulajdonosainak, Josip Deutschnak és Ernst Schwimmernek a magánbefektetéseiből. A Kursalon a 19. és 20. század fordulóján a város társasági életének központja volt és mint ilyen, szociológiai, kulturális, történelmi és építészeti jelentőséggel bír.
- A gyógyfürdő fedett sétánya[6] a „Wandelbahn” nemcsak a fürdőnek, de a városnak is a fő sétatere volt. Építése 1892-ben történt. A három magasított szintből és a köztük levő két alacsonyabb részből álló sétányt öt lépcső emelte ki a környező terepszintből. A sétányt a sarkokon és a középső részen lehetett megközelíteni. Öntöttvas oszlopok, melyek között alul vaskorlát volt, felül pedig díszes vastrazénák tartották az enyhe lejtésű fatetőt, mely egyik oldalon az oszlopokra, a másik oldalon pedig a falakra támaszkodott. Az alsó részen az oszlopok között az épület falai felé néző padok voltak. A középső, legmagasabb rész eredetileg zenepavilon volt. A sétány egészen 1991-ig használatban volt, ekkor a délszláv háború során teljesen megsemmisült.
- A lipiki gyógykomplexum[7] a következő épületek foglalja magában: Dependence, Gyógyszálló, Márványfürdő, Sziklafürdő, Quella, Római fürdő, Népfürdő, Forráspavilon és két meteorológiai állomás. Újabb épületek a fizioterápia, a díszkút, a mosoda a kazánházzal, a hőközpont, a vízmű és a trafóállomás. Az épületegyüttes építészeti és kertépítészeti értékein kívül jelentősen hozzájárul a városközpont különleges képéhez és jellegzetes hangulatához.

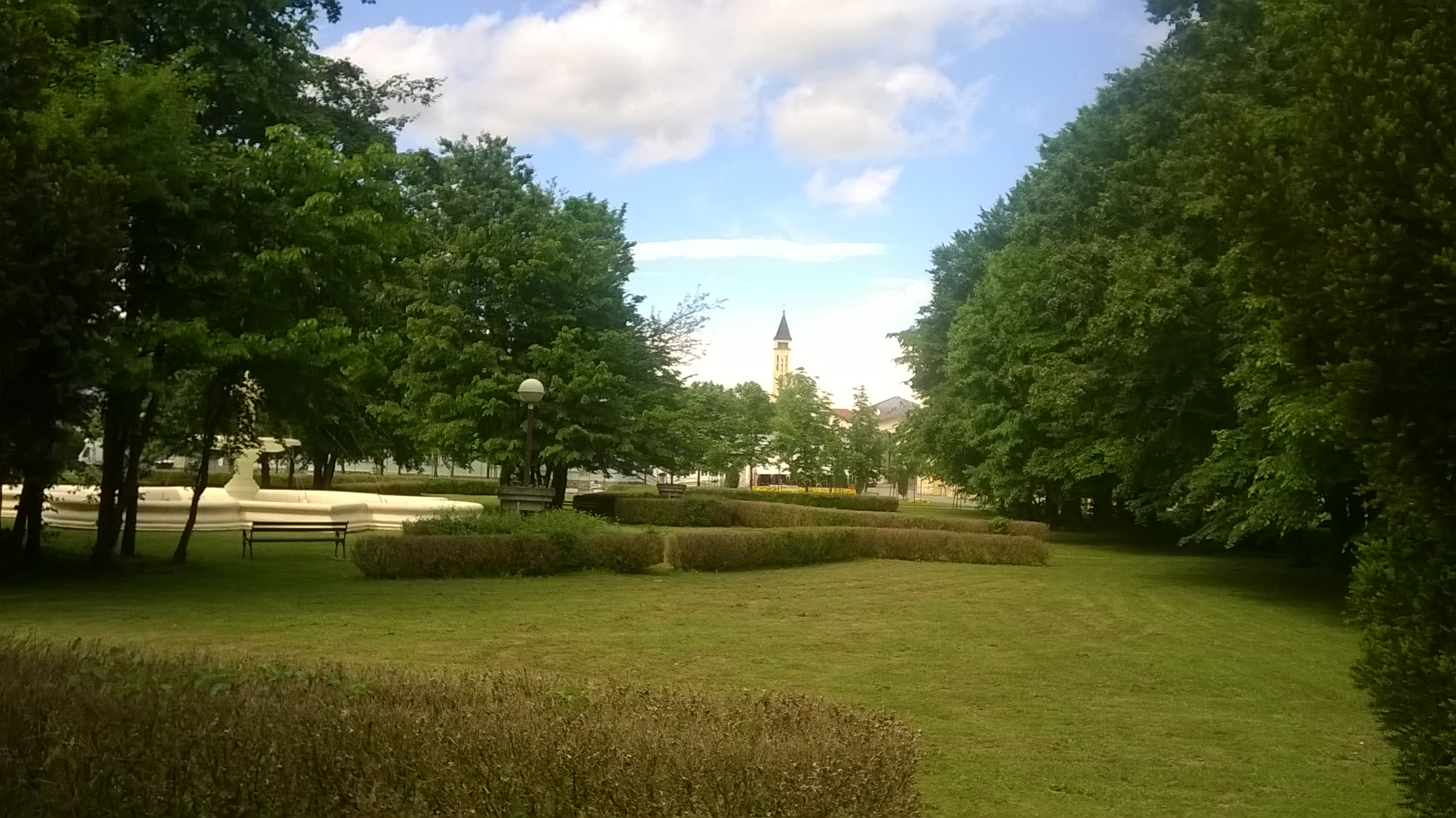
A városi park részlete

- Miután 1890-ben a fürdő új tulajdonosai Josip Deutsch és prof. Ernst Schwimer a városba érkeztek az épületek bővítésével egyidőben a rendelkezésre álló 10,4 hektáros területen elkezdték kialakítani azok reprezentatív környezetét. A Kursalon, a Wandelbahn, a Márvány és a Sziklafürdő, valamint a Gyógyszálló által közrefogott térségen geometriai formákra vágott növényekből neobarokk díszkertet alakítottak ki. A fennmaradó rész pedig fáival és füves területeivel a 19. század végének romantikus kertépítészetét tükrözi. A leglátványosabb rész a Kursalon előtti 70-szer 100 méteres négyszögletes terület, nyugati részén a Wandelbahn sétánnyal, északon a vadgesztenyefasorral, keleten pedig a gyertyános álléval. A területet két merőleges sétány osztja négy részre közepén a szökőkúttal. A lipiki díszkert az egyik legszebb és legértékesebb díszkertje az országnak.[6]
- A régi népiskola épülete[8] egyemeletes, szabadonálló T alaprajzú épület. A délnyugati homlokzat felirata szerint 1886-ban, a város felvirágzásának időszakában építették klasszicista stílusban. Máig fennmaradtak a dekoratív homlokzat, valamint belső tér stílusjegyei.
- A Mária Terézia utca 25. szám alatti Savić-villát[9] 1935-ben építették historizáló és szecessziós stílusban. Az épület alápincézett, betonalapokon téglából épült. A pince födémje vasbeton, a többi szintén fagerenda. A lépcsőház előregyártott betonelemekből készült acél traverzekkal. A nyugati és déli homlokzatot gazdagon díszítik plasztikák és oszlopok. Az emelet balkonjait falazott korlátok határolják. Az emeletek közötti koszorút stilizált vázákkal díszítették. Az épület előtt szép falazott kerítés áll stilizált vázákkal és oroszlánfejekkel díszített kapuzattal.
- A Mária Terézia utca 13. szám alatt áll a régi gyógyszertár épülete, ahol a gyógyfürdő igazgatósága is működött.[10] Az egyedülálló emeletes épület 1908-ban épült szecessziós stílusban, reprezentatív főbejárattal. A pince boltozata poroszsüveg-boltozat, míg a földszint és az emelet felett fagerendákkal van fedve. A teraszokat dekoratív betonkonzolokon álló díszes betonoszlopok keretezik. A homlokzatot sekély szecessziós profilozás és kék csempék díszítik.
- A lipiki gyógyvíz a forrásokból 60 °C hőmérséklettel tör fel. Fluorban, nátriumban, kalciumban rendkívül gazdag. Kiválóan alkalmas a mozgásszervi betegségek, az isiász, a lumbágó, a szklerózis multiplex és mások gyógyítására. A gyógyításhoz gyógyiszapot is használnak. Az ivókúrára palackozott gyógyvíz „Studenac”, „Studena” és „Deit” néven kerül forgalmazásra.
- Assisi Szent Ferenc tiszteletére szentelt római katolikus plébániatemplomát 1991-ben a szerbek földig rombolták. Az új templom építése 1997-ben kezdődött meg. Felszentelése 2014-ben történt.

## Kultúra
- A multikulturális központ a régi iskola felújított épületében került elhelyezésre. Az építést költségeihez a kulturális minisztérium és Lipik olasz testvérvárosa Abano Terme önkormányzata is hozzájárult. Az épületben működik a városi könyvtár és olvasóterem.
- Lipiken 1998 óta nyaranta immár hagyományosan megnyitják a „Lipiku s ljubavlju” elnevezésű művésztelepet. A telepet a város anyagilag támogatja, cserébe az itt alkotó művészek képeket adományoznak a városi képtár számára, melyet a Multikulturális központban nyitnak meg.
- A KUD Zeleni Gaj kulturális és művészeti egyesületet 1976-ban alapították. Tamburazenekara, folklórcsoportja és színjátszó társulata működik. Őrzik falujuk és Lipik vidékének népdalait, néptáncait, népszokásait. Az egyesületnek 110 tagja van, melyből 42 aktív. Számos hazai rendezvényen léptek már fel, de voltak Németországban, Magyarországon, Franciaországban is. Falujukban etno-múzeumot nyitottak, ahol bemutatják népviseletüket, régi használati tárgyaikat, kulturális emlékeiket.
- A városi énekkar 35 tagot számlál, heti két próbát tartanak Jadranka Radonić-Sirovica vezetésével. Különböző korcsoportú és foglalkozású emberek alkotják. Tagjai részt vettek vallási ünnepeken, évfordulókon, kórusösszejöveteleken Lipiken, Pakrácon Pozsegán, Zágrábban és Magyarországon is, ahol hagyományosan jó kapcsolatokat ápolnak Siklós városával.
- A városban több képzőművész is él és alkot:
  - Matija Grgurević kerámikus és festőművész
  - Vlado Paurić naív festő
  - Oto Kraml amatőr festő
  - Ivan Bukvić amatőr festő
  - Mato Bišćan amatőr festő
  - Nikolina Zanetti festőművész

## Oktatás
Az elemi iskola különösen büszke ökológiai tevékenységére. Aktívan részt vesz a környezetvédelmi projektekben és 2002-ben megszerezte a Nemzetközi Ökoiskola státuszát. 2002. március 22-én először kapta meg a zöld zászlót és a tanúsítványt, majd ezt 2004. április 23-án megújította. Fejlett az iskola sporttevékenysége főként a női kézilabdában és a labdarúgásban. Tanulói aktívan részt vesznek a helyi önkéntes tűzoltóegyesület munkájában is.

## Sport
- Az NK Lipik labdarúgóklubot 1925-ben alapították. A megyei 1. ligában szerepel.
- ŽRK Lipik női kézilabdaklub